# Салина (Месина)
Салина је насеље у Италији у округу Месина, региону Сицилија.
Према процени из 2011. у насељу је живело 400 становника. Насеље се налази на надморској висини од 110 м.